# Les Bergeronnes
Les Bergeronnes sont une municipalité du Québec, au Canada, située dans la municipalité régionale de comté de La Haute-Côte-Nord et dans la région administrative de la Côte-Nord.

## Histoire

### Chronologie
- 29 juillet 1897 : Érection du canton de Bergeronnes.
- 19 octobre 1929 : Érection du village de Grandes-Bergeronnes.
- 29 décembre 1999 : Fusion de la municipalité du canton de Bergeronnes et du village de Grandes-Bergeronnes.

### Le poste de Bon-Désir

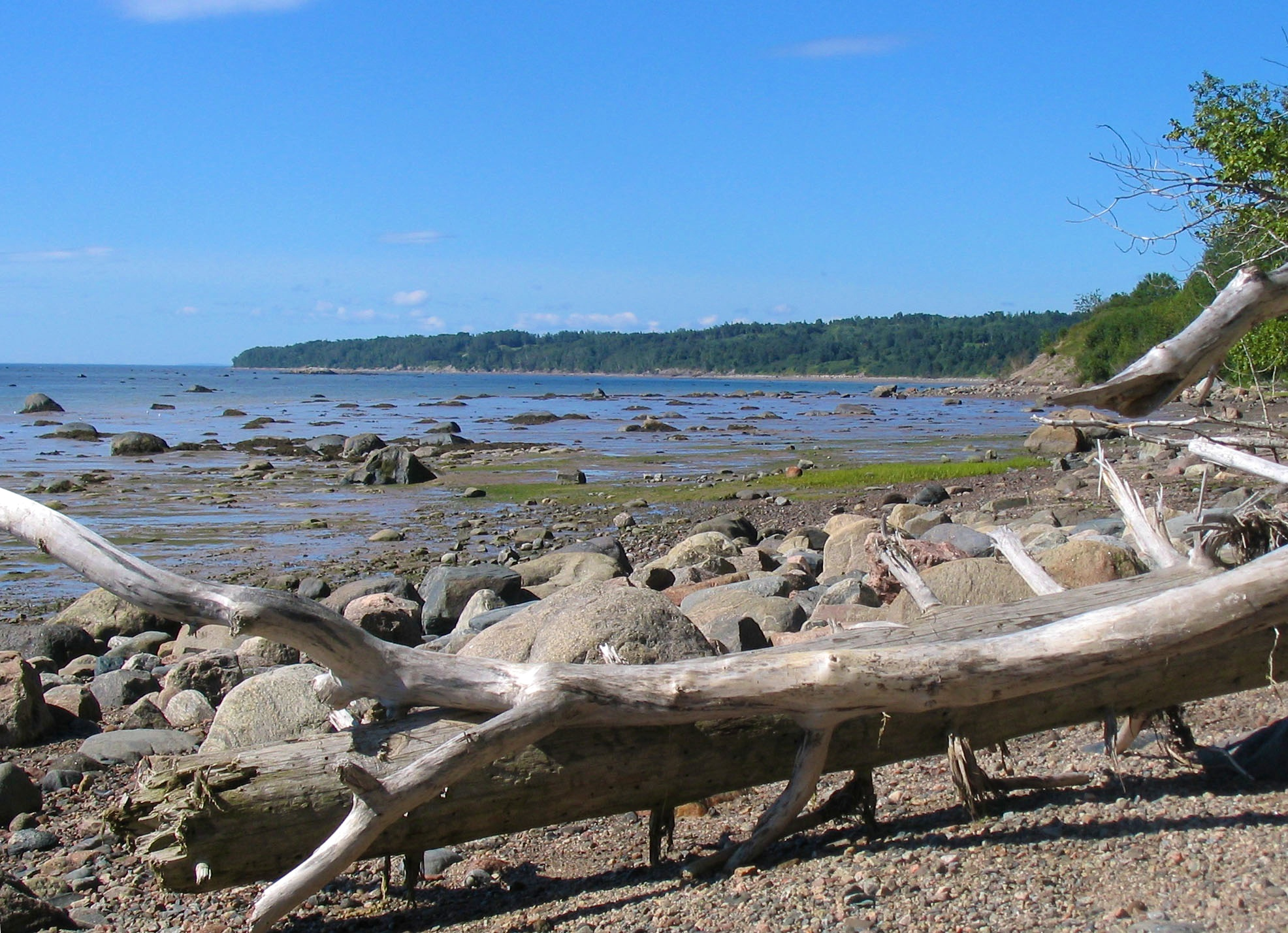
La baie de Bon-Désir.

À la suite du recul du glacier continental, le territoire de Bergeronnes est fréquenté par des groupes d’Amérindiens qui passent l’été au bord du fleuve. La Pointe-à-John compte deux établissements préhistoriques amérindiens axés sur l'exploitation des ressources maritimes et occupés périodiquement depuis 5500 ans jusqu'au XVIIIe siècle. Les fouilles ont permis de retrouver des grattoirs et des couteaux.
Du XVIe au XVIIIe siècle, les Amérindiens et les Basques pratiquent la chasse au loup marin à l'anse de Pipounapi, c’est-à-dire « Campement d'hiver »,. En 1653, le gouverneur de Nouvelle-France concède le territoire environnant au seigneur Robert Giffard
.
Une première occupation basque jusqu'à la première moitié du XVIIe siècle a laissé un four de forme ovale comportant deux foyers. Puis les trois frères Darragory, baleiniers basques, établissent et utilisent intensivement les installations de l'anse à la Cave entre 1730 à 1737. Le second four, dans l'anse, prend la forme de trois foyers juxtaposés linéairement. Entre les deux, les vestiges d'un bâtiment sont présents sur un replat partiellement boisé.En l'absence de développement réel, la seigneurie revient alors sous le régime du Domaine du Roi. En 1822, l'opération des Postes du Roi est confiée à la Compagnie de la Baie d'Hudson.
Une mission est établie à Bon-Désir en 1721 par le jésuite Pierre Laure. L'année suivante, s'élèvent une chapelle et une maison. Une intrigue sur le fait que les trop nombreuses activités religieuses - on y tenait chaque jour une prière publique aux flambeaux - ne laissaient plus aux Amérindiens le temps de chasser afin de subvenir à leurs besoins conduisit à l'abandon de la mission en 1725.
Vers 1830, lors du relevé hydrographique de l'amiral Bayfield, il ne reste plus que la cave de la maison avec sa cheminée en pierre d'où l'apparition sur les cartes de Cave Cove (l'Anse-à-la-Cave) et le déplacement, sur les cartes, de Bon-Désir à trois milles vers l'ouest.
La chasse persiste plus longtemps, avec 136 loups-marins tués à Bon-Désir en mars 1847.
Le 10 août 1864, un glissement de terrain emporte une partie du chemin des squatteurs à Bon-Désir. Le 11 avril 1896, un second glissement de terrain emporte 500 acres de terres de culture et une dizaine de maisons sur une bande de 2 milles de longueur.

### La colonisation
Lors de ses passages, en 1603 et 1626, Samuel de Champlain fait référence à deux cours d'eau sous les noms « Bergeronnettes » et « Bergeronnes ». On a longtemps pensé qu'il avait confondu les alouettes pour les bergeronnettes de France. Cependant, il faut noter que le nom toponymique est formé du terme "berge" et du radical "raa" très répandu en Europe pour désigner des hauteurs
. Le nom serait vraisemblablement une référence à la hauteur de la berge.
La construction de moulins entraîne les premiers noyaux d'habitations. Un moulin à scie est construit aux Petites-Bergeronnes en 1844. En 1845, un moulin à scie et un moulin à farine sont construits sur la rivière Beaulieu, un des affluents, avec la rivière du Bas de Soie, de la rivière des Grandes Bergeronnes, à l'endroit appelé à devenir le cœur de la paroisse. Les colons y portent leur grain sur leur dos, à travers les bois. Un troisième moulin est construit à Bon-Désir en 1846.
En 1852, deux trajets à pied par mois sont assurés sur une route postale avec La Malbaie. Un bureau de poste est construit à Petites-Bergeronnes en 1862.
Il sera transféré à Grandes-Bergeronnes en 1881.
En 1852, une première chapelle, consacrée à Sainte-Zoé, desservait 195 personnes, soit un peu plus d’une trentaine de familles, vivant de la coupe du bois ou de l’agriculture. En 1856, une route, construite au coût de 5 391,02 $, assure un lien avec Tadoussac à  l’ouest et Les Escoumins à l’est.
La chapelle, détruite en 1858, n'est reconstruite qu'en 1869, année où fut célébrée la première messe de minuit au village. En 1889, la mission de Sainte-Zoé devient une paroisse canonique et reçoit son premier curé résident, Arthur Guay. L’église actuelle est érigée en 1912 pour un montant de 28 000 $.
En 1894, on associe à l'endroit le comté de Pontgravé, en l'honneur de François de Pontgravé, négociant de Saint-Malo, qui accompagna Champlain au Canada.
En 1918, entre la mi-octobre et la mi-novembre, la grippe espagnole frappe durement la Haute-Côte-Nord: jusqu'à 46 % de la population est infectée. Les Bergeronnes comptent alors 976 âmes et on y déplore 26 décès liés à la grippe. Au pire de l'épidémie, on ne chante plus de service à l'église, on dit une prière au cimetière et on enterre. Lorsque la grippe cesse enfin, on fait un grand service en l'honneur de tous les disparus.
La crise économique des années 1930 entraîne la fermeture des moulins de sciage. Ne possédant aucune terre sur laquelle se replier dans l'attente de jours meilleurs, des dizaines de familles doivent alors quitter le village et accepter les offres du ministère de la Colonisation qui décidait, vers 1931, d'ouvrir un nouveau domaine à la colonisation agricole, à Sainte-Thérèse-de-Colombier.

### Le curé Thibault
Nommé curé en 1928, Joseph Thibault entreprend de moderniser l’agriculture au village par des conférences, l’établissement d’une ferme modèle et va jusqu’à acheter un étalon pour améliorer le cheptel local. L'année suivante, il soutient l'établissement de trois Sœurs de Notre-Dame du Bon-Conseil, venues fonder une école. En 1938, il fonde une coopérative d’élevage de poulet et de production d’œufs. On y abattit jusqu’à 1700 coqs en 3 jours. Mais ces installations furent détruites par un incendie.
À cette époque, la petite communauté est toujours livrée à elle-même en hiver. Jugeant la situation inacceptable, le curé fait venir de Chicoutimi un tracteur posé sur un barge pour déblayer une piste et lance en 1930 la compagnie d'aviation Charlevoix-Saguenay, un service de transport aérien, à vocation principalement humanitaire, pour transporter vers les hôpitaux les blessés et les grands malades. Après une interruption lors de la Seconde Guerre mondiale, le service reprend en 1944 avec huit appareils. Il assure également le transport des arpenteurs et des bûcherons. En manque de mécaniciens, le curé crée une école technique pour en former sur place. Mais en 1948 le hangar principal est la proie d’un incendie qui porte un coup fatal à la compagnie Charlevoix-Saguenay, qui n’avait pas d’assurances.

### Le curé Gendron
Le curé Gendron arriva aux Bergeronnes en mars 1948 à bord d'une goélette qui s'était faufilée à travers les glaces pour remplacer le curé Thibeault que la maladie avait contraint à la retraite. Il s'attela au développement de l'instruction scolaire. En 1952, on inaugure le nouveau bâtiment de l'école d'art et métiers fondée par son prédécesseur, l'endroit sert aujourd'hui d'édifice municipal. En 1954 apparaît l'école commerciale Dominique Savio.
Avec la construction en 1967 du pavillon Notre-Dame-du-Bon-Conseil pour jeunes filles, 72 filles et 90 garçons des environs sont pensionnaires au village pour poursuivre leurs études. Parallèlement, le curé élève un centre civique avec patinoire couverte.

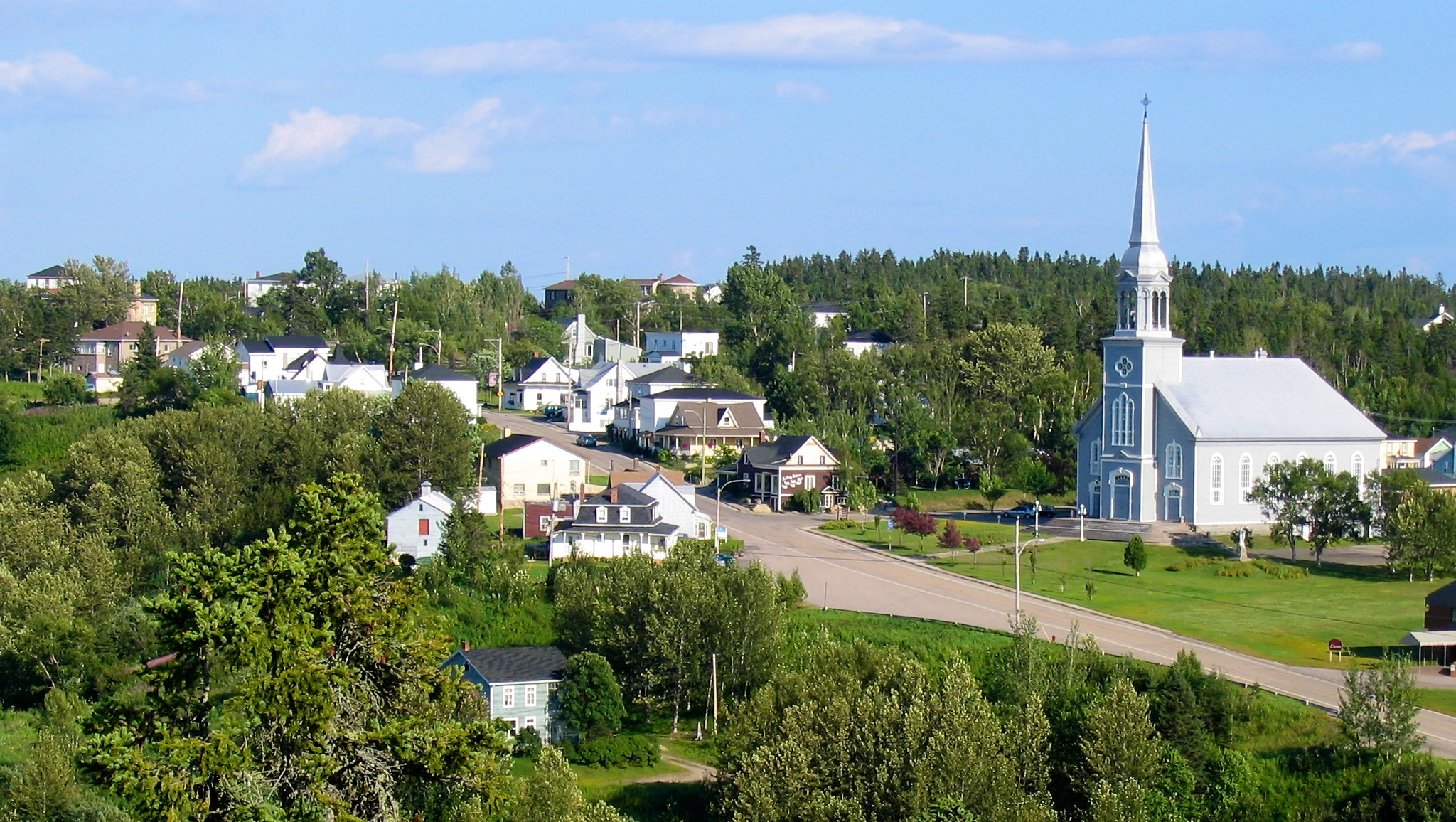
Grandes-Bergeron est.

Avec la modification de la loi 55 sur l’instruction publique interdisant l’instruction gratuite à l’extérieur du territoire d’habitation, les sœurs sont forcées de vendre l’édifice qui sera transformé en hôtel pour devenir ensuite la Maison de la mer, le siège social d’Explos-Nature, toujours en activité aujourd'hui.
En 1975, le curé Gendron lance la construction  du foyer d'accueil de personnes âgées qui porte aujourd'hui son nom.
La dernière grande œuvre du curé, devenu entretemps monseigneur Gendron, est l'édification, dans les années 1980, d'une polyvalente accueillant les jeunes étudiants de Tadoussac, Les Escoumins et Sacré-Cœur confirmant ainsi la vocation du village comme centre éducatif.

## Économie
Des gisements de mica furent exploités entre 1891 et 1894 à la mine McGee, située du côté est du lac 
Charlotte puis de 1936 à 1938 au nord du lac Sirois.
En 1895, outre la vente de leur bois et des animaux pour la boucherie, les cultivateurs ont un autre revenu. C'est la vente de lait aux trois fromageries. On en fait un cheddar exporté vers l’Angleterre.
Dès 1928, un pouvoir électrique alimentait le village. Dans les années 1940, la Coopérative d'électricité du village Bergeronnes construit deux centrales sur la rivière Petites-Bergeronnes avec le soutien financier de l'Office de l'électrification rurale. Une puissance de 2,2 mégawatts est disponible pour les villages de la Côte-Nord, de Tadoussac à Bersimis. Tout l'équipement fut acheté en 1964 par Hydro-Québec. Aujourd'hui, une minicentrale privée au même endroit fournit 4,2 mégawatts au réseau d'Hydro-Québec.
La récolte des bleuets a longtemps constitué une source de revenus additionnels pour les familles. Une bouillerie, la Windsor Canning, s'installe en 1932 et sera en opération jusque vers 1955.
À compter de 1957, on exploite de façon intermittente aux Petites-Bergeronnes, une carrière de granit dont on extrait un gneiss du nom de "Rose Bergeronnes".
Les baleines fréquentent toujours le fleuve en face des Bergeronnes et constituent un pôle important d'attraction touristique avec l'offre de lieux et d'excursions d'observation. Le Festival de la Baleine bleue la première fin de semaine du mois d'août coïncide avec l'arrivée annuelle de ces grands mammifères marins. Un important volet de plein air comprenant des excursions en kayak et des randonnées à chevaux vient compléter l'offre de services d'hébergement.
L'industrie du bois est toujours active avec la présence de la Coopérative forestière La Nord Côtière et de la scierie Bersaco spécialisée dans la fabrication de palettes pour le transport.

## Attraits
À Bon-Désir :

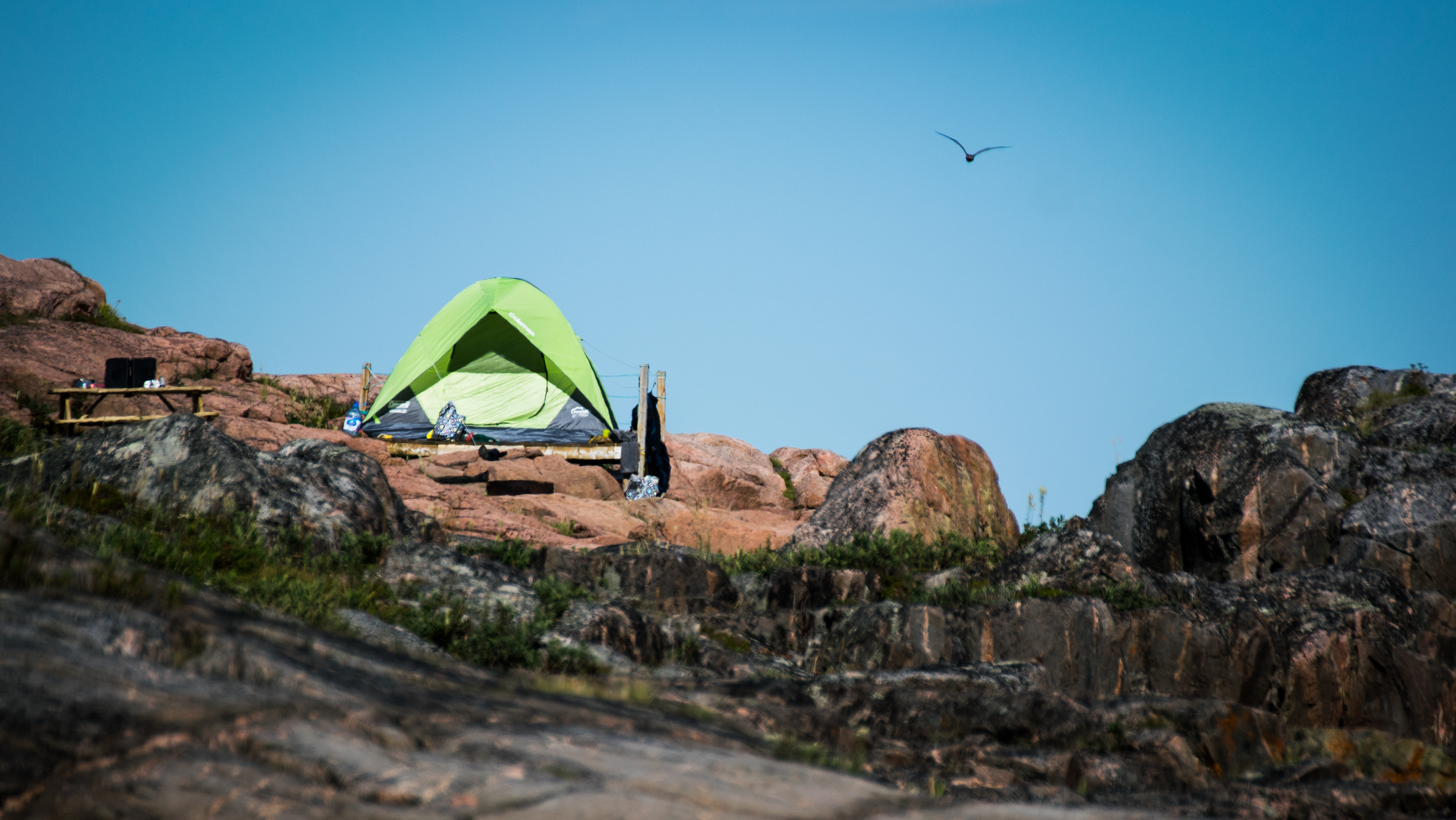
Une tente installée sur des rochers des berges du fleuve Saint-Laurent, à proximité des Bergeronnes.

- le centre d'interprétation et d'observation de Cap-de-Bon-Désir[42], opéré par Parc Canada, est reconnu comme lieu d'observation des mammifères marins. On peut y faire de l'observation à partir du rivage.
- le camping Bon-Désir offre 40 hectares de terrain en bordure de l'estuaire maritime du Saint-Laurent.

À Grandes-Bergeronnes :
- L'école de la mer[43]propose aux jeunes des séjours de découverte de la mer et du littoral
- Le quai de la Pointe à John est le point de départ d'excursions d'observation des baleines en bateau ou en zodiac. La marina jouxte le centre d'interprétation Archéo-Topo[44]ayant ouvert ses portes en 1995.
- Le territoire fait partie de la zone de conservation des oiseaux «Baie des Escoumins et Grandes Bergeronnes », désignée par le gouvernement canadien[45].

## Démographie
Évolution de la population
,
,
| 1991 | 1996 | 2001 | 2006 | 2011 | 2016 | 2021 |
| ---- | ---- | ---- | ---- | ---- | ---- | ---- |
| 825  | 813  | 695  | 655  | 693  | 661  | 619  |

## Administration
Les élections municipales se font en bloc pour le maire et les six conseillers.
| Les Bergeronnes Maires depuis 2005                                                                                   |                  |         |          |
| Élection | Maire            | Qualité | Résultat |
| 2005 | Francis Bouchard |         | Voir     |
| 2009 | Francis Bouchard | Voir    |          |
| 2013 | Francis Bouchard | Voir    |          |
| 2017 | Francis Bouchard | Voir    |          |
| 2021 | Nathalie Ross    |         | Voir     |
| Élection partielle en italique Depuis 2005, les élections sont simultanées dans toutes les municipalités québécoises |                  |         |          |

## Langues
En 2011, sur une population de 660 habitants, Les Bergeronnes comptaient 100 % de francophones.

### Les Bergeronnes dans la littérature
- Daniel-Bertrand Bouchard, Le Clara Clausen, naufrage sur la Côte-Nord, 2016, 255 p. (ISBN 978-1-367-90228-2)
- Pierre Rambaud, Si Les Bergeronnes m’étaient contées, volume 1 de la nuit des temps à la grande crise, Les éditions du Cyclope, 2015, 180 p. (ISBN 978-2-89332-020-5)
- Pierre-Julien Guay, Si Les Bergeronnes m’étaient contées, volume 2 contre vents et marées, 2021, 184 p. (ISBN 978-2-9818253-2-2)
- Rodolphe Gagnon, Une famille, un village, un pays, Les éditions GID, 2013, 240 p. (ISBN 978-2-89634-172-6)
- Claire-Andrée Frenette-Leclerc, Garde Mailloux : Infirmière de Colonie : de 1951 à 1986, les Bergeronnes, Société historique de la Côte-Nord, 2006, 269 p. (ISBN 2-921931-04-4 et 9782921931045, lire en ligne)
- Yvan Chouinard, Disciple de Saint Crépin : René Simard, artisan-cordonnier, Ministère des affaires culturelles, 1977, 144 p. (ISBN 0-7754-2742-X et 9780775427424, lire en ligne)
- Raoul Lapointe, Rodolphe Pagé, pionnier de l'aviation au Québec : pilote de brousse et pilote commercial, Montréal, Centre éducatif et culturel, 1972, 182 p. (ISBN 0-7751-0027-7 et 9780775100273)
- Jacques Moris, Rosaire, roman, 2013, 228 p. (ISBN 978-2-923727-48-6)
- Damasse Potvin, L'appel de la terre, roman de mœurs canadiennes, Imprimerie de l'événement, 1919, 186 p. (ISBN 1-172-64409-8 et 9781172644094, lire en ligne)

### Personnages publics
- Lauréat Maltais, gérant et homme politique fédéral
- Lomer Brisson, avocat et homme politique fédéral
- Lucien Lessard, un homme politique, un homme d'affaires et un administrateur public québécois

## Représentations fédérale et provinciale
Les Bergeronnes font partie de la circonscription électorale de Manicouagan au Parlement du Canada et de la circonscription de René-Lévesque à l'Assemblée nationale du Québec.

## Galerie

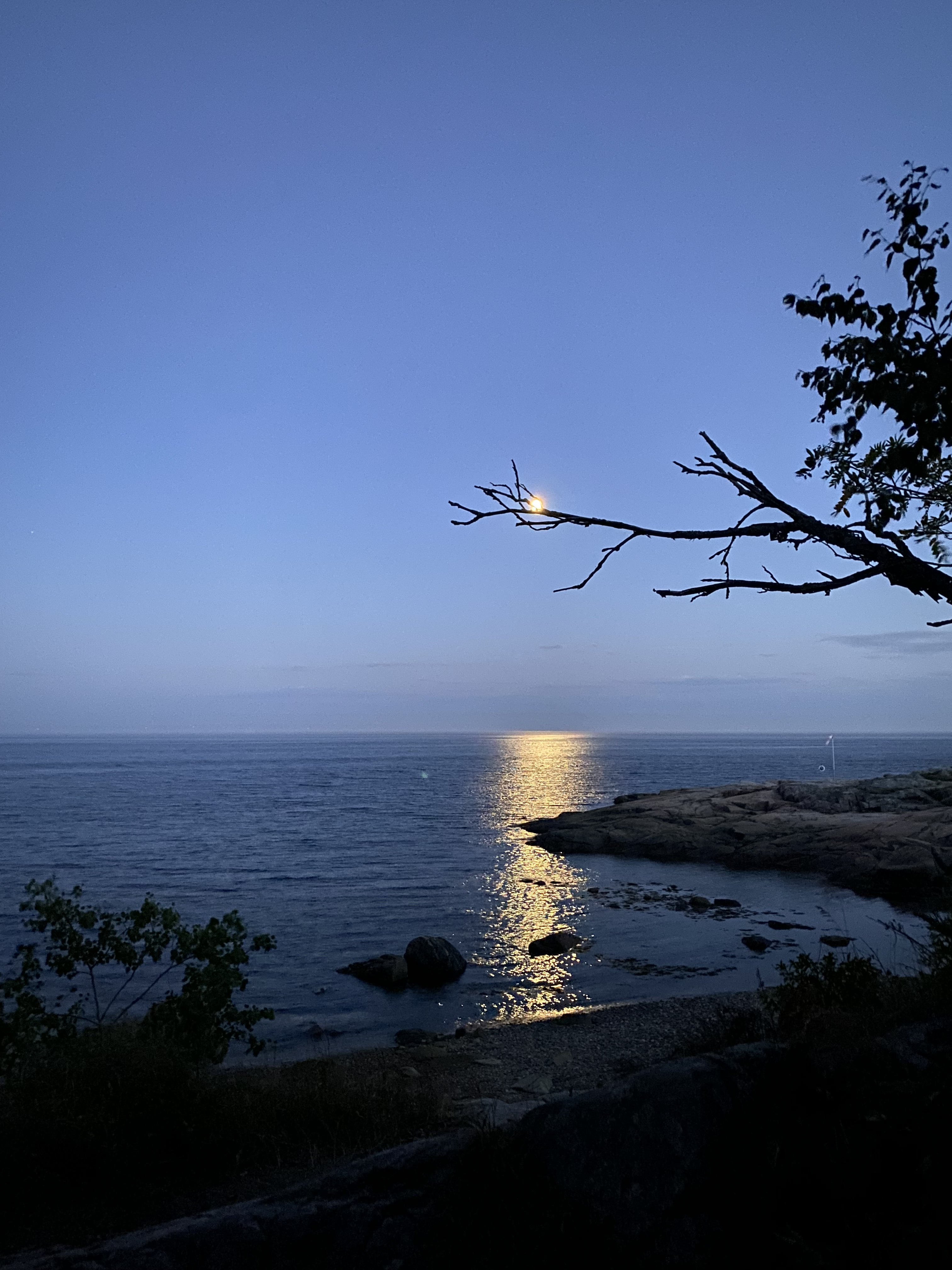
Magnifique vue sur le fleuve où on peut observer plusieurs spécimens de baleines.